# Winnipegosis
Winnipegosis (anglicky Lake Winnipegosis z indiánského jazyka Krí, ve kterém to znamená zahrazená voda) je jezero v provincii Manitoba na jihu Kanady západně od Winnipežského jezera. Je pozůstatkem obrovského ledovcového jezera Agassiz. Má rozlohu 5400 km². Je 195 km dlouhé. Dosahuje maximální hloubky 12 m.

## Vodní režim
Největšími přítoky jsou řeky Red Deer, Woody, Swan. Z jezera odtéká řeka Waterhen, která ústí do jezera Manitoba.

## Fauna a flóra
Na jezeře je rozvinutý rybolov (síh, štiky).